# Хронічний бронхіт
Бронхіт хронічний — дифузне прогресуюче запалення слизової оболонки бронхів і глибших шарів бронхіальної стінки, пов'язане з тривалим подразенням їх різними шкідливими факторами (паління, вдихання пилу, диму, невеликих концентрацій подразнюючих парів і газів тощо) та впливом респіраторної інфекції (віруси грипу, парагрипу, РС-віруси (респіраторно-синцитіальні), риновіруси, гемофільна паличка, рідше стафілококи, пневмококи, а також їхні асоціації, які виділяються більш ніж у половині випадків).

## Патогенез
Основним патогенетичним механізмом є гіпертрофія та гіперфункція бронхіальних залоз, що супроводжується посиленням секреції слизу з відносним зменшенням серозної секреції та значним збільшенням у секреті кислих мукополісахаридів, що сприяють збільшенню в'язкості мокротиння. При цьому порушується очисна функція війкового епітелію.
Все це порушує дренажну функцію бронхів, викликає дистрофію та атрофію їх епітелію та призводить до виникнення рецидивів бронхіальної інфекції.

## Клініка
Виділяють такі клінічні форми хронічного бронхіту:
1. Простий неускладнений хронічний бронхіт, що протікає з виділенням слизистого мокротиння або без мокротиння та без вентиляційних порушень.
2. Гнійний хронічний бронхіт, що протікає з виділенням гнійного мокротиння постійно або у період загострення захворювання та без вентиляційних порушень.
3. Обструктивний хронічний бронхіт, що протікає з виділенням слизистого мокротиння та стійкими порушеннями вентиляції.
4. Гнійно-обструктивний хронічний бронхіт, що протікає з виділенням гнійного мокротиння та стійкими порушеннями вентиляції.
5. Особливі форми хронічного бронхіту: геморагічний та фібринозний.

Виділяють також вторинні хронічні бронхіти (наприклад, у хворих хронічною пневмонією).
Тяжким проявом хвороби є розвиток бронхіальної обструкції, яка може виникати при будь-якій з вказаних клінічних форм хронічного бронхіту та бути обмеженою або дифузною, поширеною, такою, що веде до збільшення опору дихання, внутрішньоальвеолярного тиску, спазму артеріол з підвищенням артеріальної опірності у малому колі кровообігу.
При обмеженій бронхіальній обструкції спостерігається лише перерозподіл кровотоку у легенях без явищ гіпертонії у малому колі кровообігу.
При поширеній бронхіальній обструкції збільшується легенево-артеріальна опірність, виникає гіпертонія малого кола кровообігу та формується хронічне легеневе серце. Гіпоксемія, що виникає при цьому, супроводжується гіперкаліємією, поліцитемією, підвищенням в'язкості крові, метаболічним ацидозом. Запальний процес може поширитися на всю стінку середніх, дрібних бронхів та бронхіол з утворенням ерозій та виразкових утворень та виникненням мезо- та панбронхіту.

## Лікування
При загостренні хронічного бронхіту призначають засоби, що сприяють ліквідації запального процесу у бронхах, поліпшенню бронхіальної прохідності, відновленню порушеної загальної та місцевої імунологічної реактивності. У зв'язку з тим, що при загостренні хронічного бронхіту зазвичай виділяється змішана мікрофлора, для лікування рекомендовано антибіотики широкого спектра дії та сульфаніламіди, а також комбінації антибіотиків. При призначенні комбінованої антибіотикотерапії враховують мікробний спектр, механізм дії та фармакінетику препаратів. Тривалість антимікробної терапії індивідуальна. При загостренні хронічного бронхіту антибіотикотерапію проводять короткочасними курсами, у тому числі аерозольтерапію. Тривалі курси лікування проводять в осінньо-зимовий період. Основними антибактеріальними препаратами при цьому є тетрацикліни, ампіцилін та бісептол.